# سیارک ۱۳۹۸
سیارک ۱۳۹۸ (به انگلیسی: 1398 Donnera، نامگذاری:1936QL) هزار و سیصد و نود و هشتمین سیارک کشف شده‌است که در ۲۶ اوت ۱۹۳۶ کشف شد.
قدر مطلق سیارک برابر ۱۰٫۱۰ است.